# Asiatosaurus kwangshiensis
 Asiatosaurus kwangshiensis es una especie dudosa del género Asiatosaurus (“lagarto de Asia”) de dinosaurio sauropodomorfo saurópodo, que vivió a mediados del Cretácico, hace aproximadamente entre 110 y 100 millones de años, en el Aptiense y Albiense en lo que es Asia. Sus fósiles se encontraron en China en la Formación Napai. Es la especie tipo y fue descrita por Hou, Yeh y Zhao, en 1975. Es considerada dudosa y considerados como sinónimo más antiguo de Chiayusaurus. Este saurópodo alcanzaba los 20 metros de longitud y hasta 13 toneladas de peso.